# Імпхал
Імпхал (англ. Imphal) — столиця індійського штату Маніпур, розташована у долині, оточеній пагорбами, з яких стікає кілька невеликих річок.

## Клімат
Місто знаходиться у зоні, котра характеризується вологим субтропічним кліматом. Найтепліший місяць — липень із середньою температурою 25.2 °C (77.4 °F). Найхолодніший місяць — січень, із середньою температурою 12.8 °С (55 °F).
| Клімат Імпхала          | Клімат Імпхала | Клімат Імпхала | Клімат Імпхала | Клімат Імпхала | Клімат Імпхала | Клімат Імпхала | Клімат Імпхала | Клімат Імпхала | Клімат Імпхала | Клімат Імпхала | Клімат Імпхала | Клімат Імпхала | Клімат Імпхала |
| Показник                | Січ.           | Лют.           | Бер.           | Квіт.          | Трав.          | Черв.          | Лип.           | Серп.          | Вер.           | Жовт.          | Лист.          | Груд.          | Рік            |
| Середній максимум, °C   | 21,5           | 23,3           | 26,8           | 28,6           | 29             | 29,1           | 28,9           | 29             | 29             | 28,1           | 25,2           | 22,2           | 26,7           |
| Середня температура, °C | 12,8           | 15,1           | 19             | 22             | 23,7           | 25             | 25,2           | 25,2           | 24,6           | 22,4           | 17,9           | 13,7           | 20,6           |
| Середній мінімум, °C    | 4              | 6,9            | 11,2           | 15,4           | 18,3           | 20,9           | 21,5           | 21,3           | 20,2           | 16,7           | 10,5           | 5,1            | 14,3           |
| Норма опадів, мм        | 12.2           | 37.5           | 84.5           | 120.1          | 154.2          | 262.1          | 407.3          | 198.7          | 131.5          | 112.1          | 48.1           | 14             | 1582.3         |
| ----------------------- | -------------- | -------------- | -------------- | -------------- | -------------- | -------------- | -------------- | -------------- | -------------- | -------------- | -------------- | -------------- | -------------- |
| Джерело: Weatherbase    |                |                |                |                |                |                |                |                |                |                |                |                |                |

## Історія
У центрі міста розташовані руїни старовинного форту Кангла, який до 2003 року були зайняті озброєними підрозділами індійської армії.
У Імпхалі розташовано найстаріше у світі поле для гри у поло.

### Пам'ятки
- Військові кладовища — місця поховання британських та індійських солдатів, загиблих у часи Другої світової війни.
- Жіночий базар — основний торговий центр міста. Базар ділиться на дві основні частини — продуктову та текстильну. У продуктовій частині продаються овочі, фрукти та напої. У текстильній частини продаються тканини та одяг, зроблені на ручних ткацьких верстатах. Особливістю ринку є те, що на ньому продають свій товар близько 3 000 жінок.
- Маніпурський зоопарк, де міститься кілька оленів Сангай, що знаходяться на межі зникнення — залишилося всього 162 особини цього виду.
- Музей штату Маніпур, де міститься колекція археологічних знахідок, одяг простих людей та військових у різні епохи, документи та зброю.

## Демографія
На 2011 році населення міста становило 414 288 осіб, 48,67% чоловіків і 51,33% жінок. Рівень грамотності 90,07%, вищий, ніж середньонаціональний рівень; грамотність серед чоловіків становить 95,14%, серед жінок — 85,32%. 10,60% населення — діти до 6 років.